# Rhonda Baraka
Rhonda Baraka (9 de marzo de 1962) es una directora de cine y televisión y guionista estadounidense.

## Primeros años y formación
Baraka nació en Tuskegee, Alabama y se graduó en el Talladega College.

## Carrera
Ha escrito más de 30 películas. Su debut como guionista fue con la película dramática de 2009 Pastor Brown, por la que recibió su primera nominación al premio Black Reel Award por Mejor Guion, Película para Televisión o Serie Limitada. Recibió dos nominaciones más por Love Under New Management: The Miki Howard Story (2016) y Bobbi Kristina (2017). Recibió una nominación a los premios NAACP Image Awards en la categoría de mejor guion en una película (televisión) por Merry Christmas, Baby (2015). En la 11.ª edición de los premios Canadian Screen Awards, Baraka recibió el premio al mejor guion de película para televisión por Miracle in Motor City.
Escribió los largometrajes Heritage Falls (2016) y Christmas on the Coast (2017). Hizo su debut como directora en 2015 y luego dirigió películas hechas para televisión como Pride & Prejudice: Atlanta (2019), Fallen Angels Murder Club: Friends to Die For, Fallen Angels Murder Club: Heroes and Felons y A Christmas Spark (ambas de 2022) para Lifetime.